# Dorcadion breuningi
Dorcadion breuningi là một loài bọ cánh cứng trong họ Cerambycidae.